# پرنسس ماری اورلئانز
ماری کریستین کارولین آدلاید فرانسیس لئوپولدین دِ اورلئان (به فرانسوی: Marie Christine Caroline Adélaïde Françoise Léopoldine d'Orléans) (۱۲ آوریل ۱۸۱۳–۶ ژانویه ۱۸۳۹) یک شاهزاده خانم و هنرمند فرانسوی بود. پس از ازدواجش دوشس وورتمبرگ (۱۸۳۷) نامیده شد. او قبل از ازدواج مادمازل دو والواسی نامیده می‌شد.

## زندگی

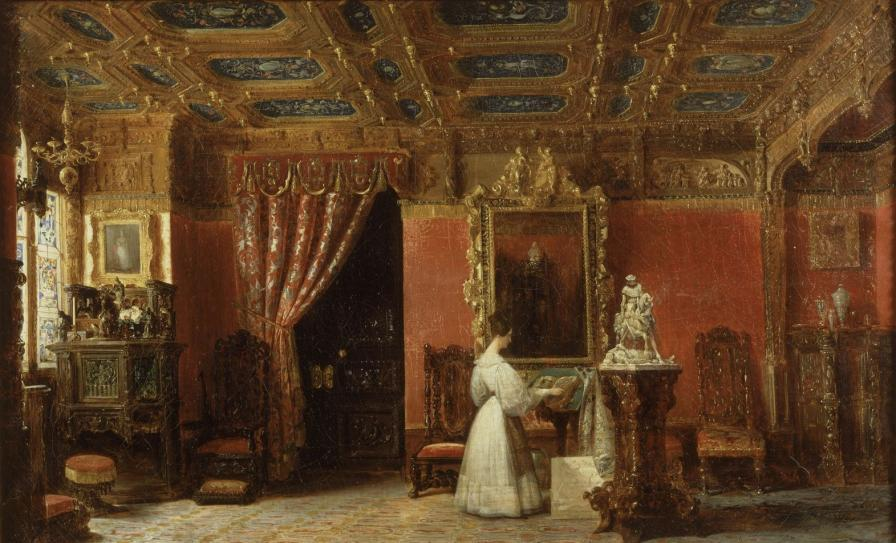
پرنسس ماری در استودیوی خود در تویلری (اثر پروسپر لافایه)

او فرزند سوم (و دختر دوم) لوئیس فیلیپ، پادشاه فرانسویان و همسرش ماریا آملیا، دختر پادشاه فردیناند اول ناپل بود. او با اصرار پدرش آموزش ویژه دید و مجسمه‌سازی و نقاشی کرد. او استودیوی اختصاصی خود را در کاخ تویلری راه انداخت که در آن کار می‌کرد. او به عنوان شخصیتی سرزنده و دارای انرژی زیاد توصیف شد که به هر دو حزب فرانسه و سیاست علاقه‌مند بود.